# Haggenmacher Sörgyár (Budafok)
A Budafoki Haggenmacher Sörgyár, hivatalos korabeli nevén Haggenmacher Kőbányai és Budafoki Sörgyárak Rt. egy eredeti funkciójában már megszűnt budapesti nagyipari létesítmény.

## Története
Haggenmacher Henrik (1827–1917) svájci származású magyar nagyiparos a 19. század második felében alapította meg nagy budapesti malomipari vállalkozásait. Foglalkozott ugyanakkor a söriparral, ennek keretében vette meg 1873-ban a nem sokkal korábban, 1866-ban Promontoron (Budafok elődje, 1950-ig különálló település) felépült Frohner-féle sörfőzdét. A termelés 1873-ban 44 fővel indult meg.
A gyárat az idősebb Haggenmacher csak néhány éven át vezetett közvetlenül, már 1880-ban átadta elsőszülött fiának, az ifjabb Haggenmacher Henriknek (1855–1917). A gyár 1907-ben részvénytársasággá alakult át. A később fejlődésnek üzemet egyes források Magyarország legnagyobb sörgyárának nevezik.
A létesítményt 1935-ben állították le. 2004-ben a Haggenmacher udvar Kft. vásárolta meg, és hozzákezdett a régi téglaépületek felújításához. A folyamat napjainkig (2023) tart. Egy művészeti központ kezd kialakulni a régi magtárban, feldolgozó üzemben és egyéb sörgyári épületekben (Art quarter budapest, L Art Open Studios – LAOS, West Werk Studió stb.). Az épületben időnként tárlatvezetéseket tartanak érdeklődőknek.
Az egyik épületben található a Magyar Kereskedelmi és Vendéglátóipari Múzeum raktára.

## Képtár

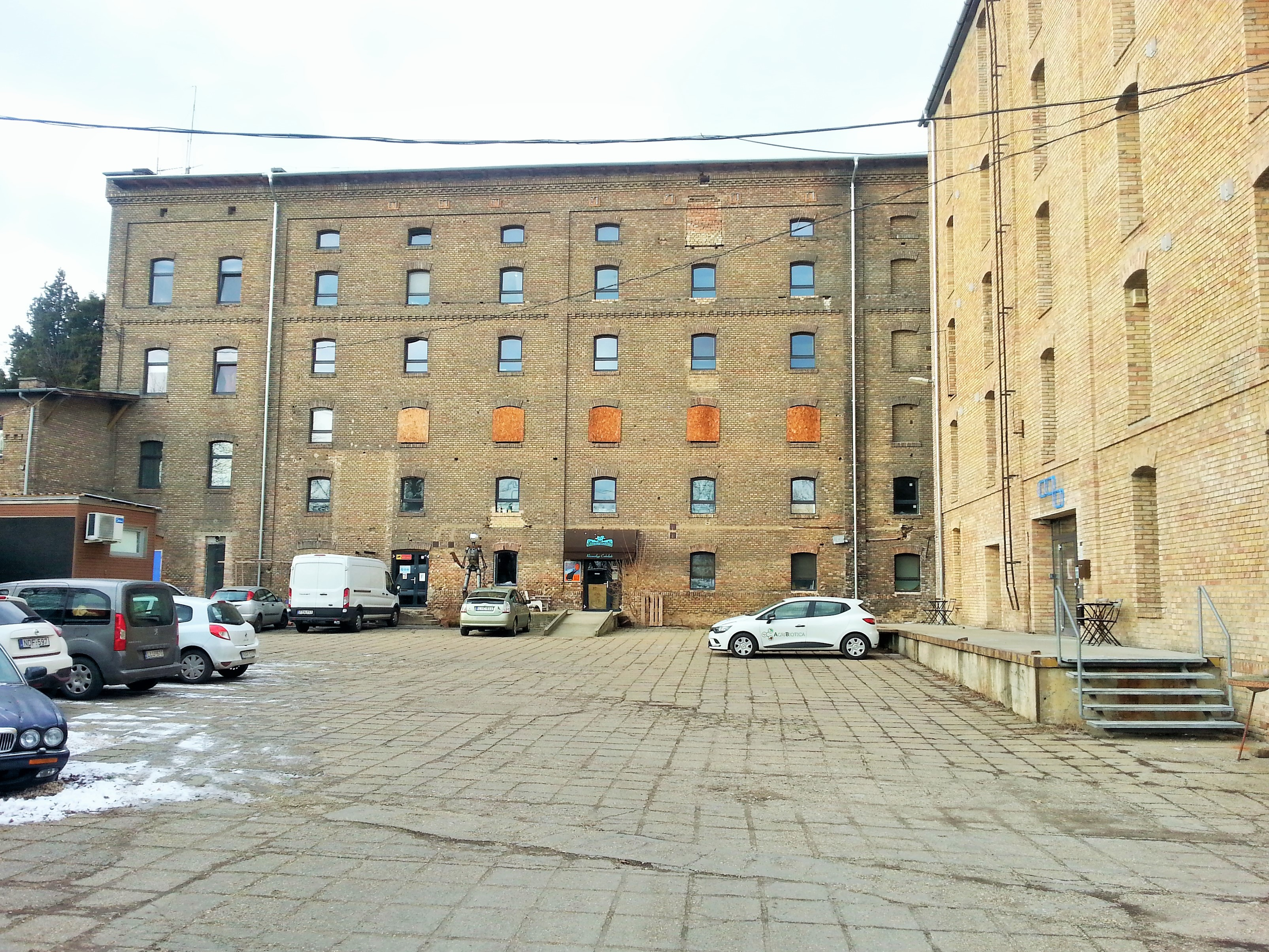
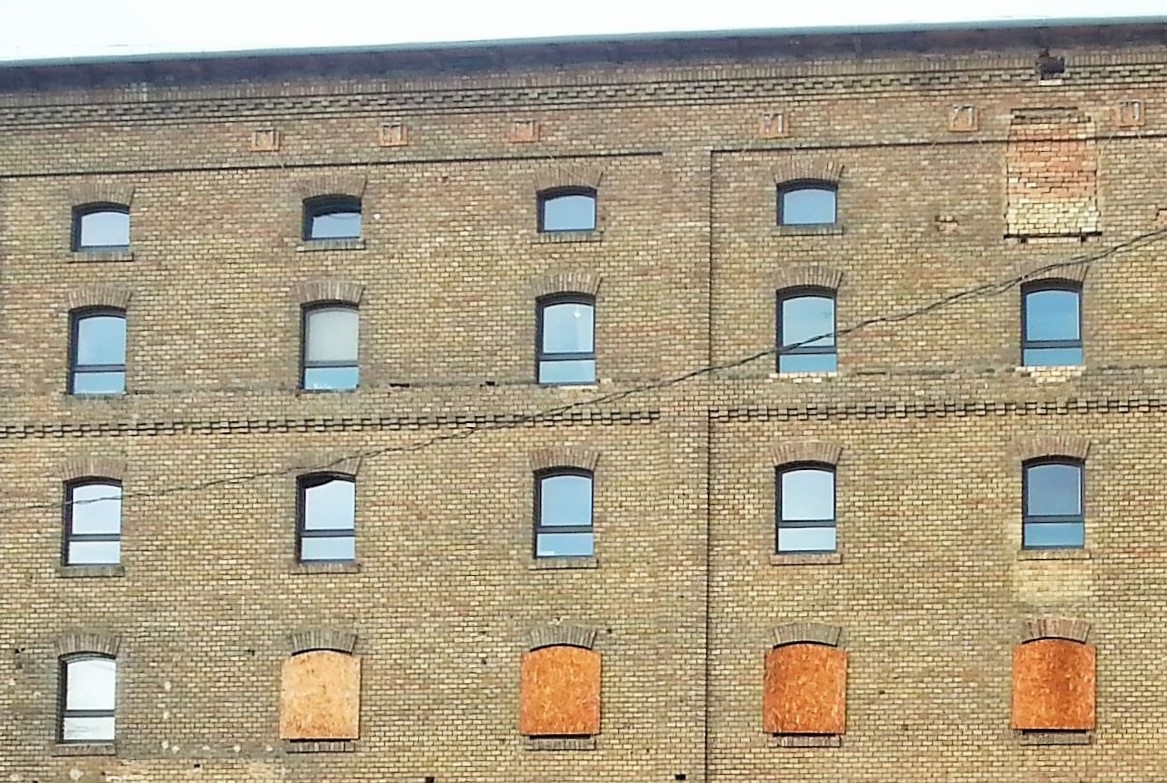
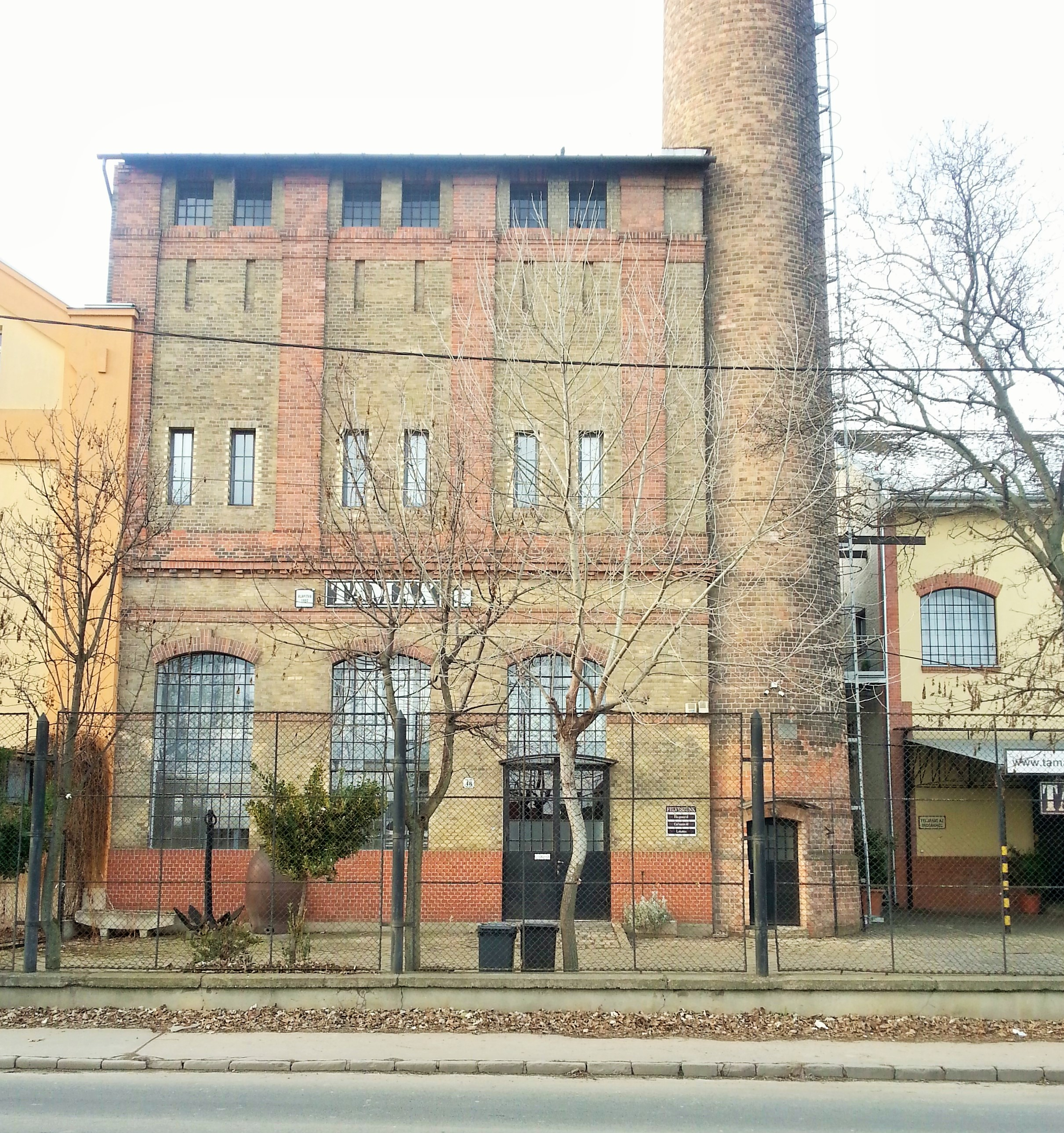
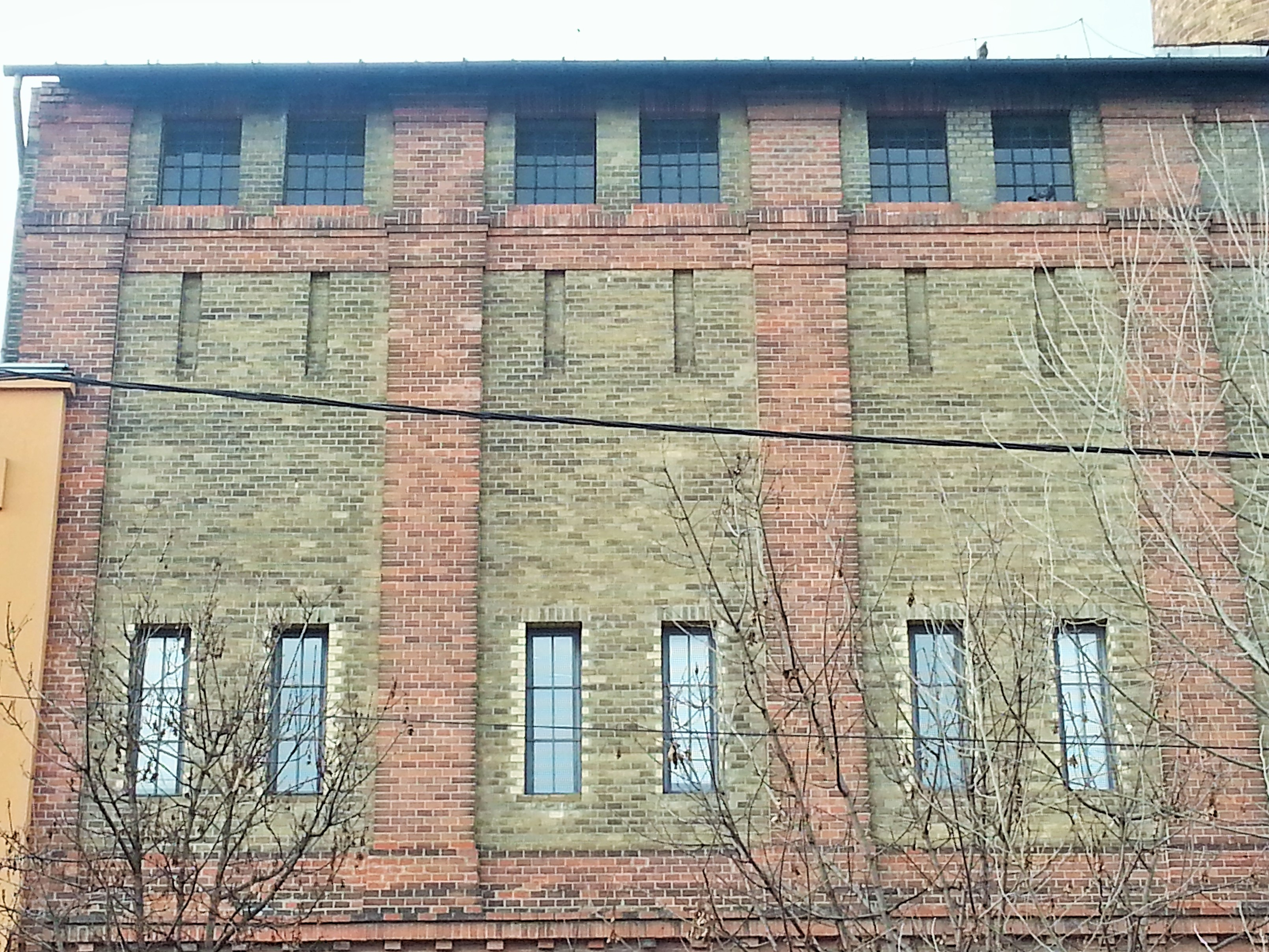
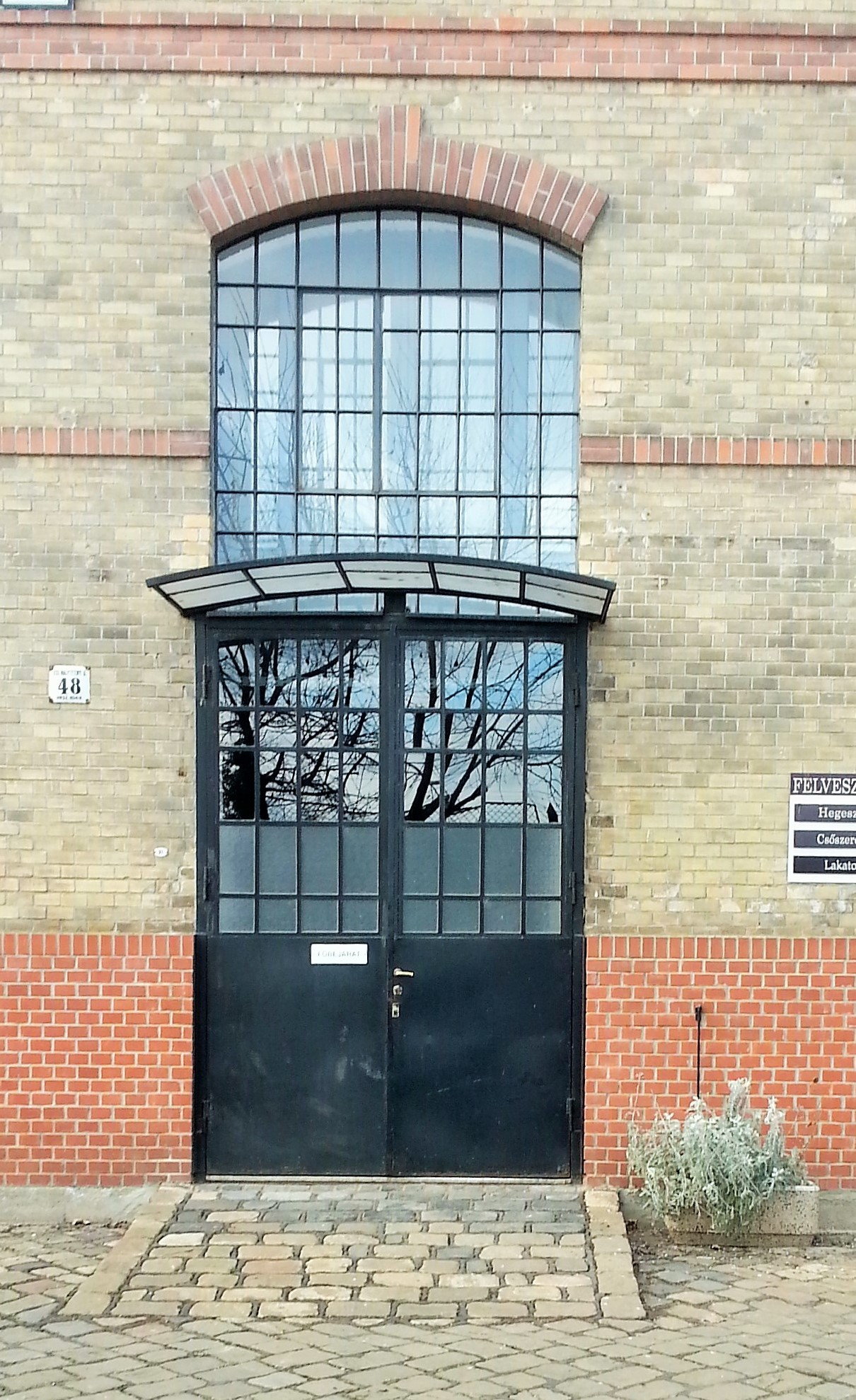
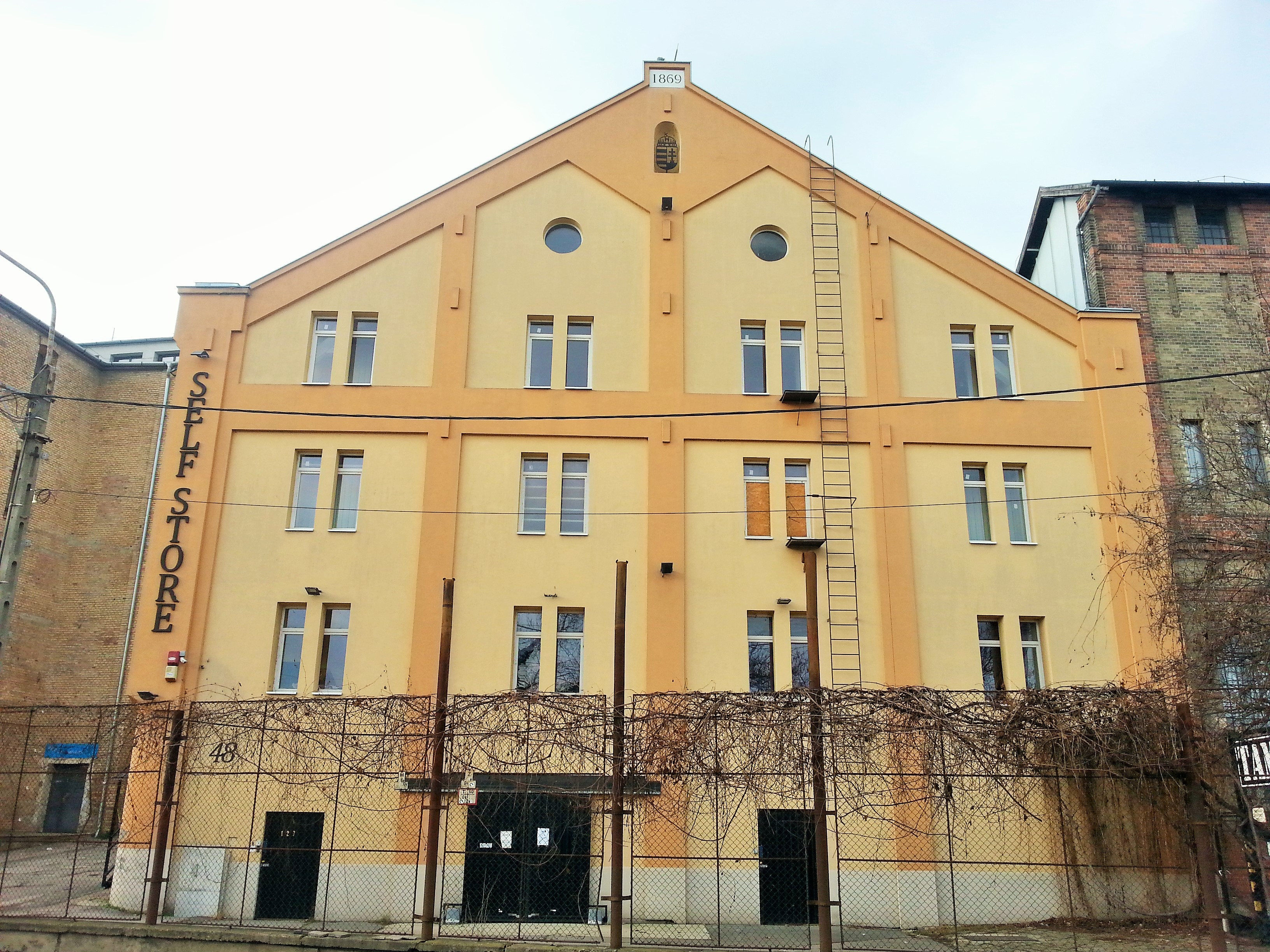
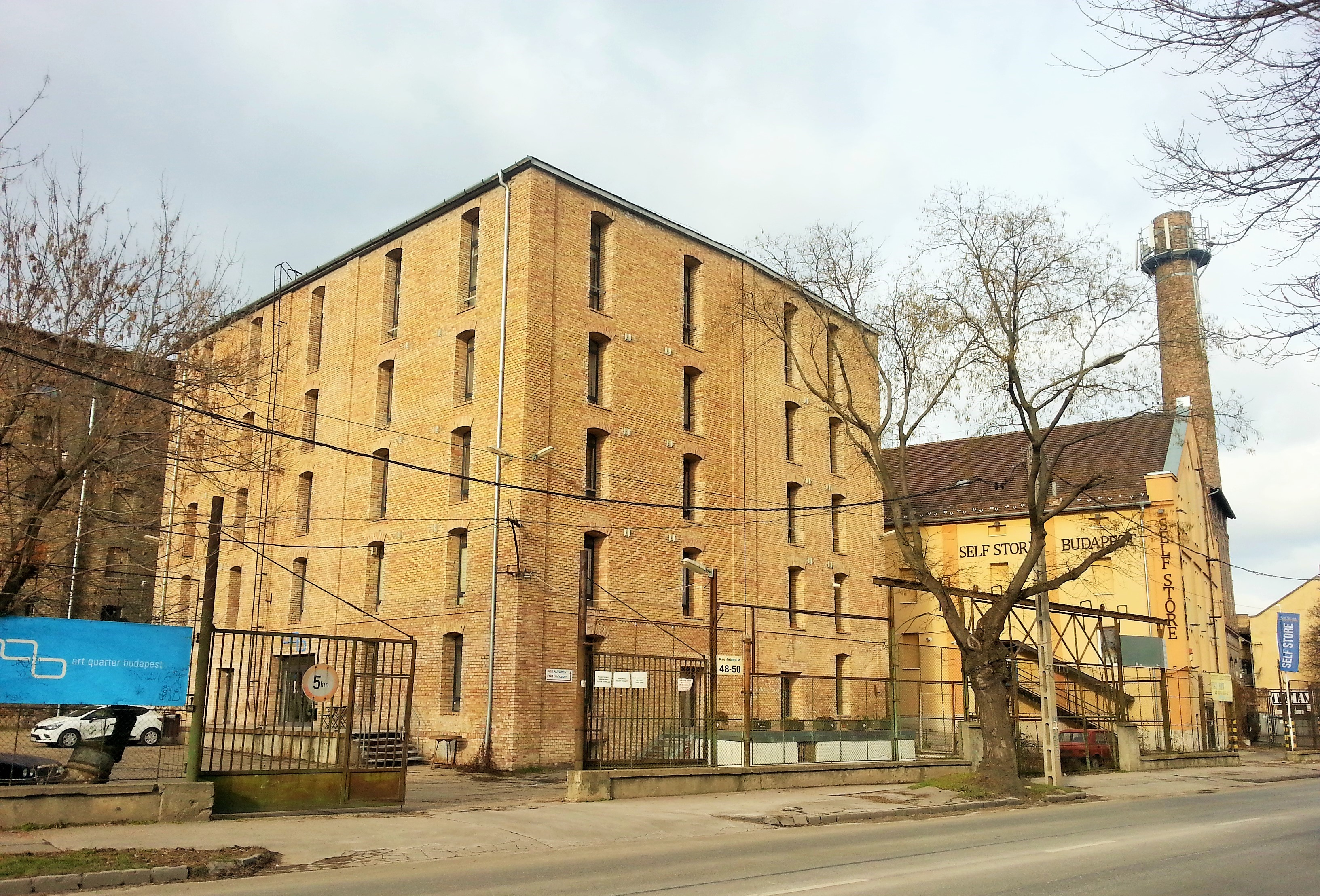
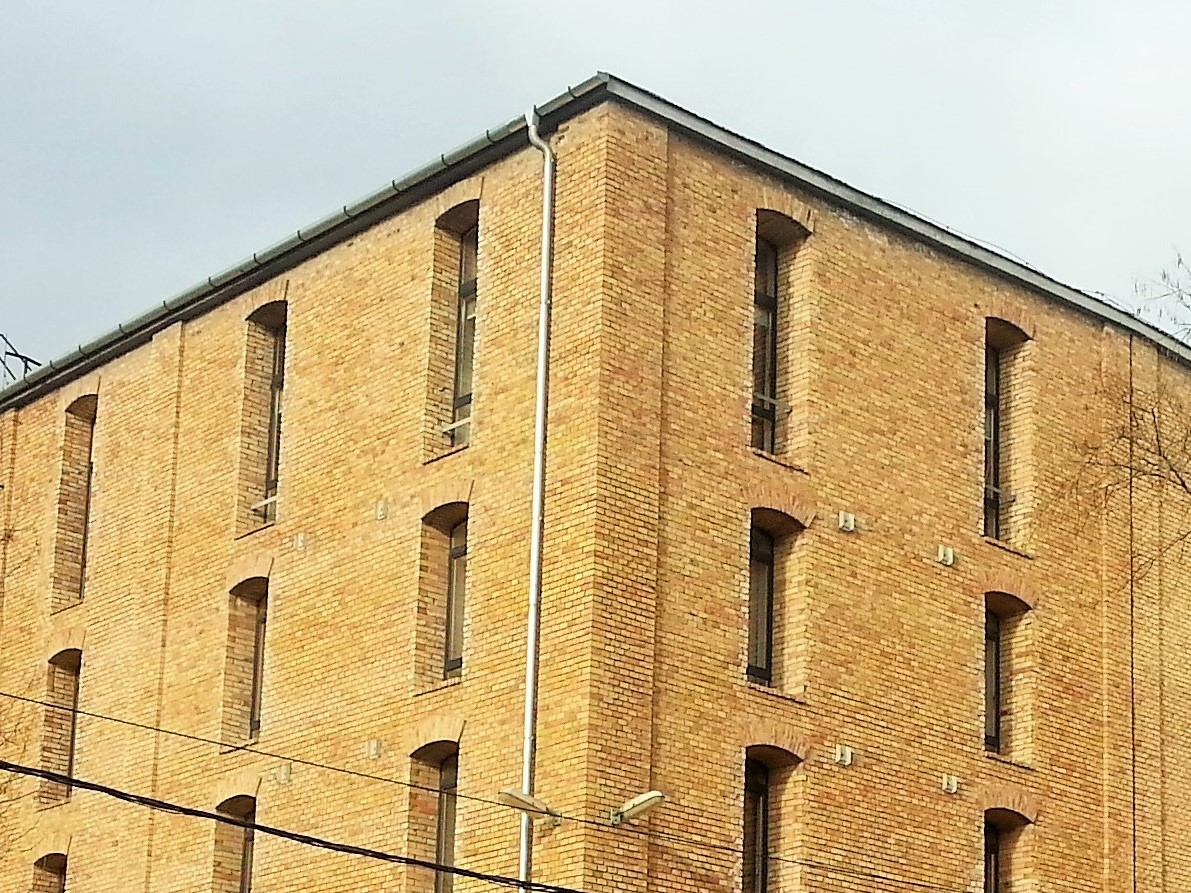
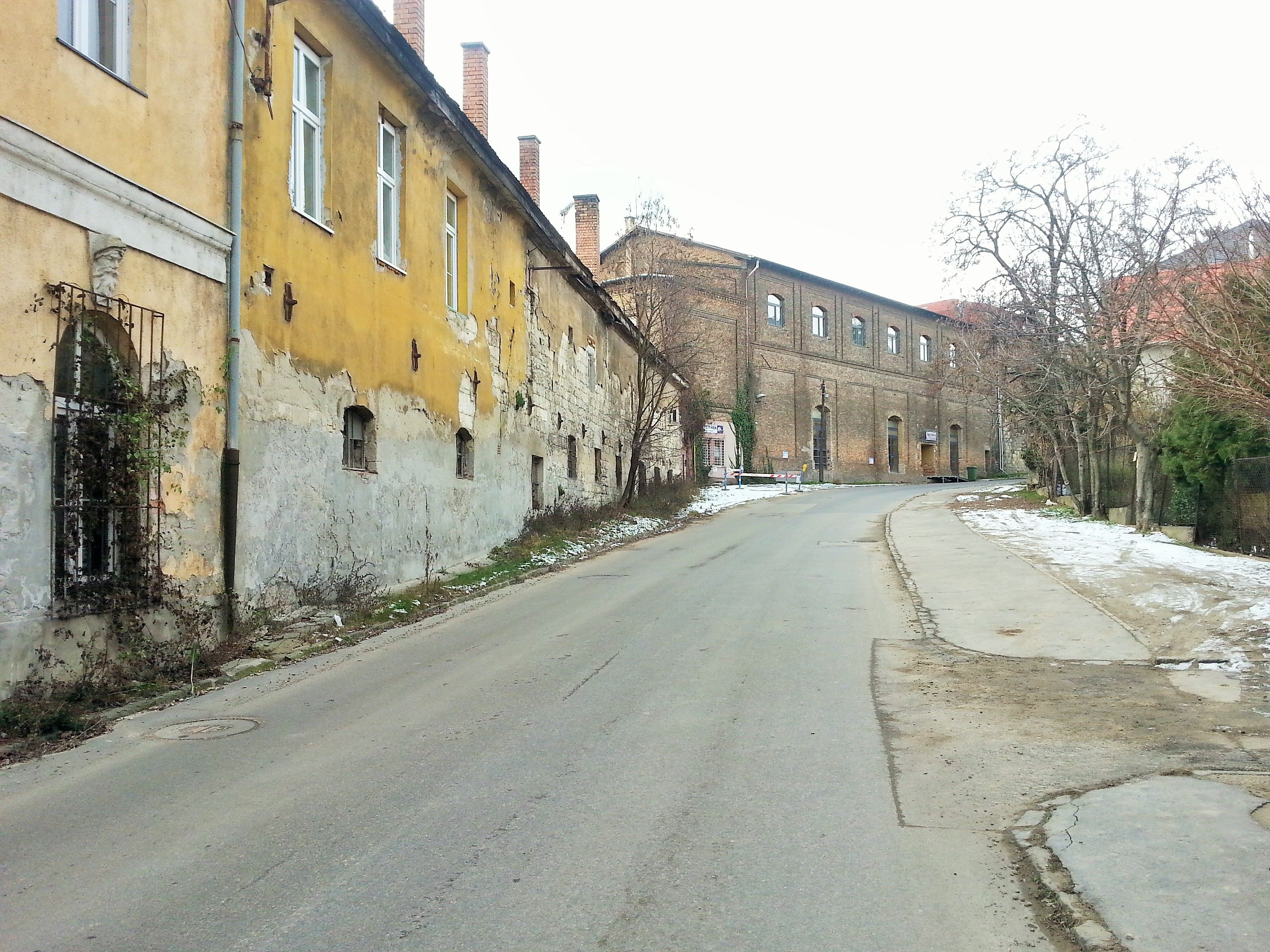
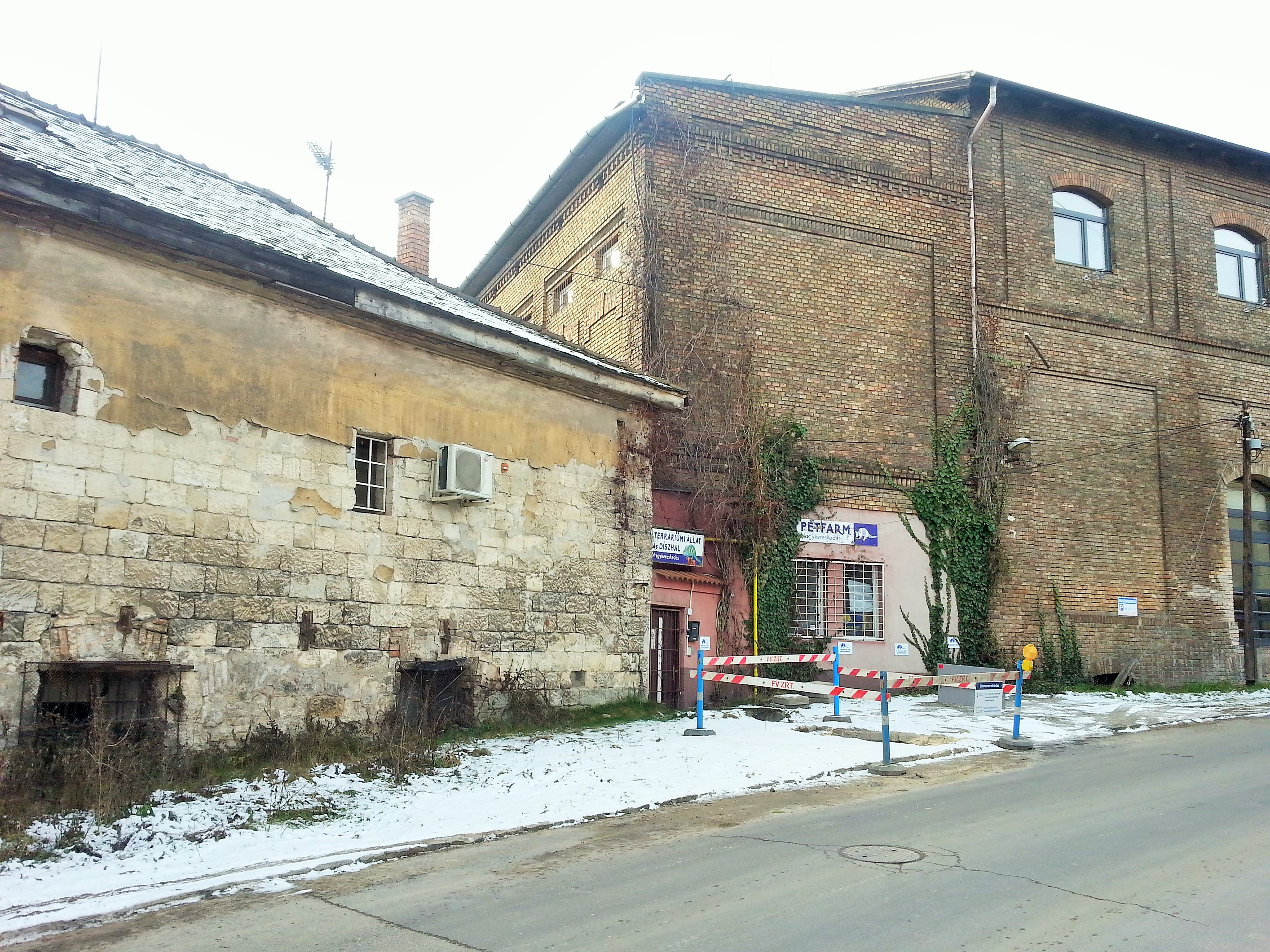
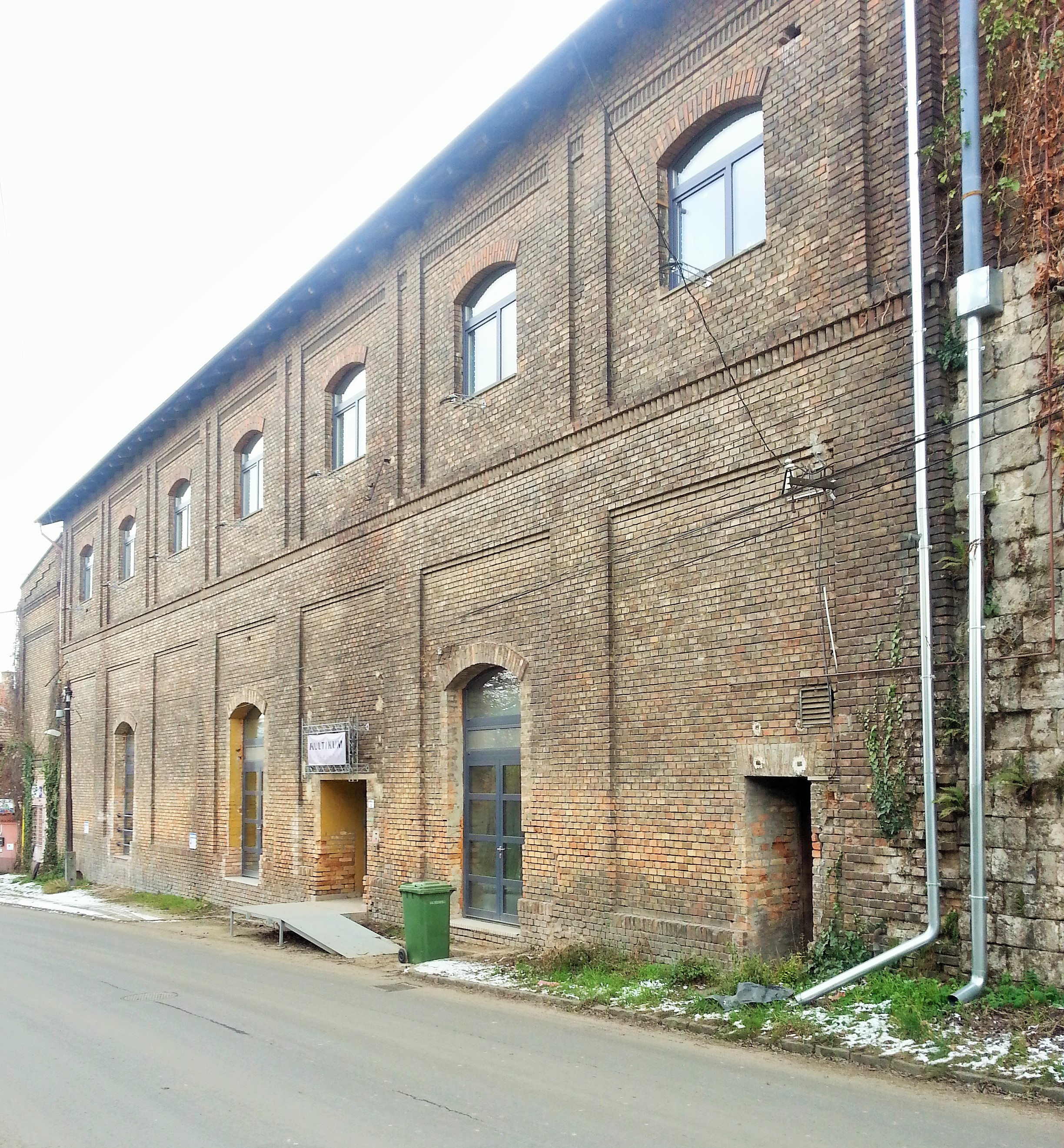
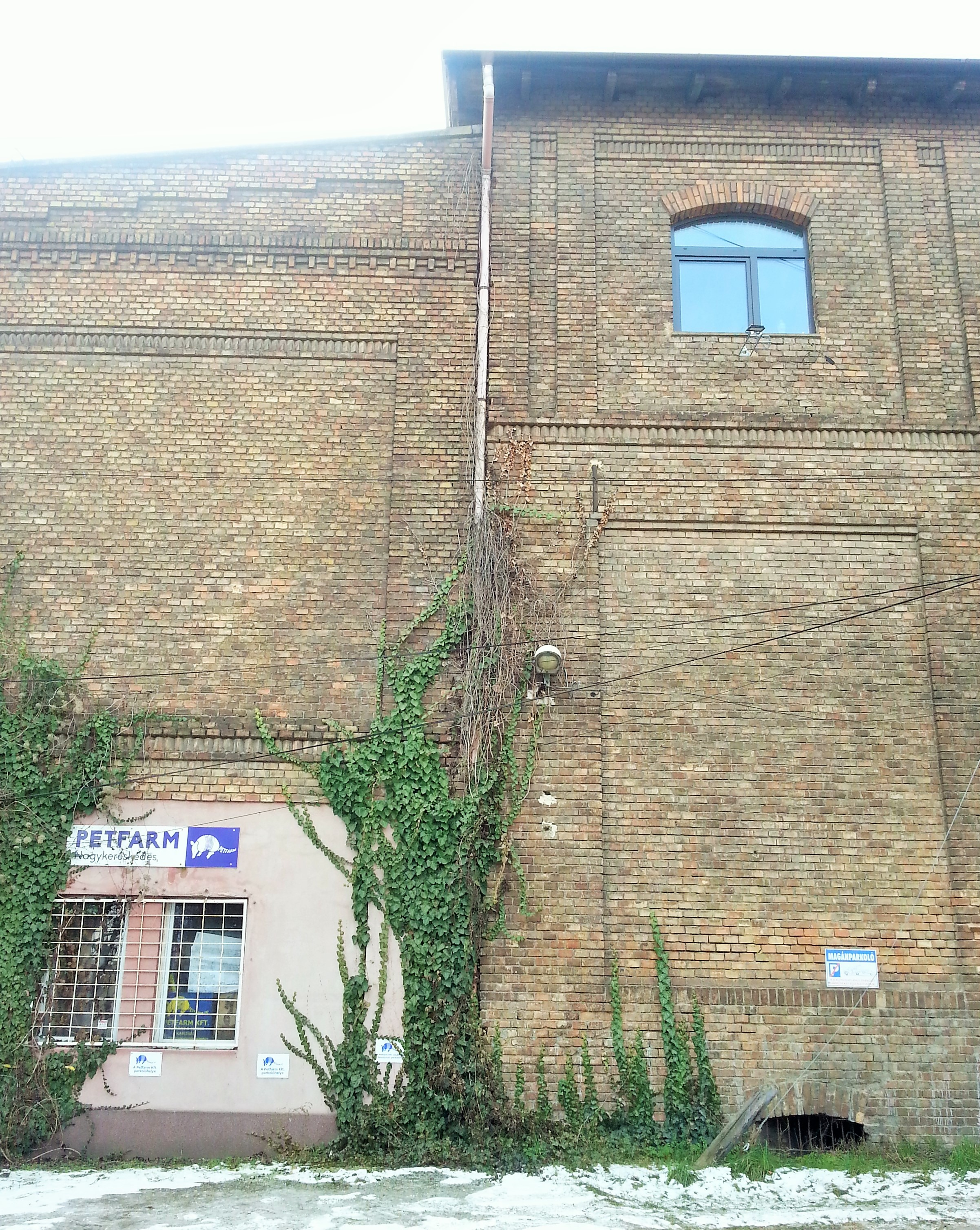
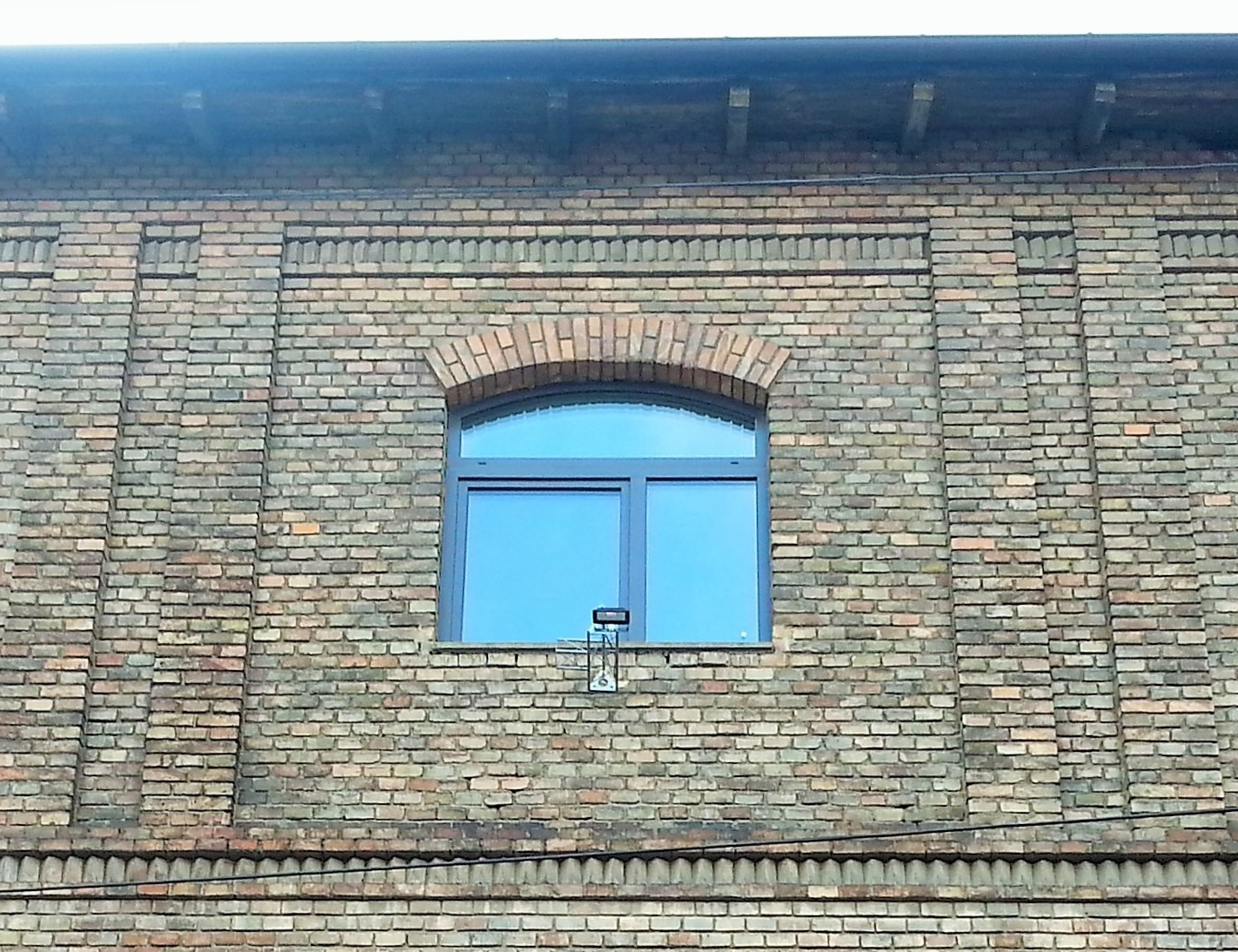
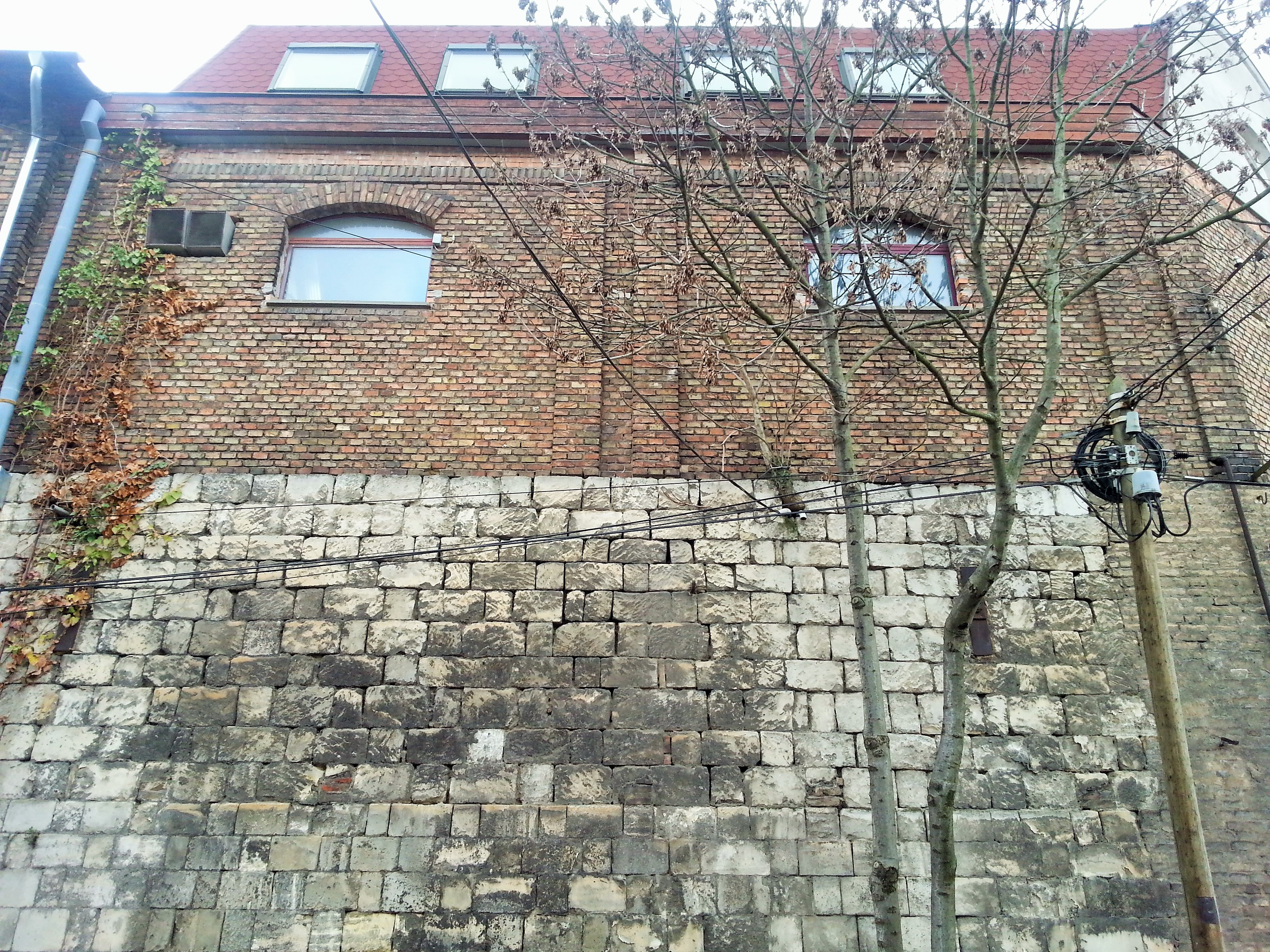

## Egyéb irodalom
- Haggenmacher Kőbányai és Budafoki Sörgyárak Részvénytársaság alapszabályai, Fortuna Kő- és Könyvnyomdai Műintézet és Üzleti Könyvek Gyára R.-T., Budapest, 1930.